# Virová hepatitida krůt
Virová hepatitida krůt je vysoce nakažlivé a zpravidla subklinicky probíhající virové onemocnění krůt, charakterizované mnohočetnými ložiskovými nekrózami v játrech a někdy také v pankreatu. Onemocnění poprvé zaznamenali Mongeau et al. a Snoeyenbos et al. v roce 1959 v Severní Americe v provincii Ontario a státě Massachusetts. Vzhledem k přechodné a obvykle subklinické povaze nemoci a zatím trvající nemožnosti prokázat infekci sérologicky, není skutečný výskyt infekce v chovech krůt znám.

## Příčina nemoci (etiologie)

### Charakterizace viru
Původce onemocněné nebyl zatím jednoznačně charakterizován. Podle jeho schopnosti procházet filtry o velikosti pórů 100 nm se předpokládá, že je to virus. Sérologicky byl prokázán jednostranný antigenní vztah mezi viry hepatitidy krůt a hepatitidy kachen – králičí antisérum proti viru hepatitidy krůt reagovalo s oběma virusy, zatímco antisérum proti viru hepatitidy kachen reagovalo pouze s homologním antigenem.
Recentní práce naznačují pikornavirovou etiologii. V cytoplasmě jaterních buněk od krůt postižených hepatitidou a pankreatitidou byly popsány pikornavirové partikule o velikosti 24-28 nm a nemoc se úspěšně podařilo reprodukovat u krůťat. Virus je rezistentní na éter, chloroform a fenol, naopak na formaldehyd je citlivý. Ve žloutku přežívá 14 hodin při 56 °C a 4 týdny při 37 °C. Životnost si zachovává po 1 hodinu při pH 2, nikoliv ale při pH 12.

### Laboratorní systémy
Virus lze izolovat z jater a trusu infikovaných krůťat (méně často ze žluče, krve a ledvin) pouze do 28. dne po infekci. Pomnožení viru se provádí biologických pokusem na krůťatech nebo v kuřecích a krůtích embryích. V buněčných kulturách se jeho kultivace zatím nepodařila. 

## Vznik a šíření nemoci (epizootologie)
Infekce je známa pouze u krůt. Kachny pekingské, kur domácí, bažanti, křepelky, myši a králíci na infekci nereagují. K přenosu viru dochází přímým nebo nepřímým kontaktem, zejména prostřednictvím trusu. Možnost vertikálního přenosu (přes vejce) je podporována terénními zkušenostmi a izolací viru z folikulů vaječníku uměle infikovaných krůt.

## Projevy nemoci (symptomatologie)
Inkubační doba, stanovená na základě výskytu změn u experimentálně infikovaných a uhynulých krůťat, se pohybuje mezi 2-7 dny.

### Klinické příznaky
Infekce probíhá subklinicky. Zpravidla první známkou nemoci jsou pouze náhlé úhyny krůťat. Nemocnost i mortalita jsou obvykle nízké, ale souběžně probíhající další, sekundární infekce anebo stresové faktory mohou průběh infekce i ztráty negativně ovivňovat. Zvýšené úhyny krůťat v hejnu trvají asi po dobu 7-10 dní; úhyny u krůťat starších 6 týdnů nebyly zatím pozorovány. V terénu pozorovaný a hepatitidě připisovaný pokles snášky v rozmnožovacích chovech krůt i oplozenosti násadových vajec a líhnivosti nebyl zatím jednoznačně potvrzen dalšími studiemi.

### Patologie
Viditelné změny jsou pozorovány jen v játrech a pankreatu. Játra jsou zvětšená, s mnohočetnými bílými nebo šedými ložiskovými nekrózami dosahujícími velikosti až několik milimetrů; obdobné změny se vyskytují i na pankreatu. Pitevní nález mohou ovlivňovat sekundární infekce.

### Imunita
Neutralizační protilátky se zatím nepodařilo prokázat u rekonvalescentních krůťat ani u hyperimunizovaných kuřat, krůťat či králíků. Určitá chráněnost ale vzniká, protože opakovaná infekce rekonvalescentních krůťat se projevuje nižším výskytem vážných změn v porovnání s infikovanými kontrolami. Doba trvání této imunity nebyla zatím určena.

## Diagnostika
Nález nekrotických změn v játrech a pankreatu subklinicky postižených krůťat pouze indikuje virovou hepatitidu. Podobné změny se ale mohou vyskytovat v játrech při bakteriálních infekcích (zejména Salmonella spp. a Pasteurella multocida), infekcích adenoviry I. i II. skupiny, reoviry a při histomonóze. Konečnou diagnózu umožňuje pouze kompletní virologické vyšetření.

## Terapie a prevence
Účinná terapie virové hepatitidy krůt neexistuje. Omezením možností vzniku stresu z prostředí či působení infekčních agens lze zabránit změně subklinické infekce v klinicky zjevné onemocnění doprovázené zvýšenou morbiditou i mortalitou. Případné sekundární bakteriální infekce se ošetřují účinnými antibiotiky či chemoterapeutiky.